# La Machine à explorer le temps
Pour les articles homonymes, voir Time machine.
 (juin 2016).
La Machine à explorer le temps (titre original : The Time Machine: An Invention) est un roman court de science-fiction, publié en 1895 par H. G. Wells (Royaume-Uni). Il est considéré comme un classique du genre sur le voyage dans le temps.

## L'histoire
Londres, à l'extrême fin du XIXe siècle. Dans la maison d'un savant, un groupe d'amis écoute celui qui prétend être le premier voyageur du temps narrer ses aventures.
Le voyageur du temps commence son récit en décrivant le monde de l'an 802 701. La Terre est habitée par les Éloïs, descendants des hommes. Androgynes, simplets et doux, ils passent leur temps à jouer tels des enfants et à manger des fruits dans le grand jardin qu'est devenue la Terre. À la surface de celle-ci, ne subsiste plus aucune mauvaise herbe, ni aucune autre espèce animale. Le monde semble être devenu un paradis.
Toutefois l'explorateur du temps ne tarde pas à se rendre compte que cette apparente harmonie cache un terrible secret. Des puits menant à des systèmes d'habitations souterraines sont répartis un peu partout, et un bruit de machine s'en échappe. C'est sous terre que vit une autre espèce, descendante aussi des hommes, les Morlocks (en), sortes de singes blancs aux yeux rouges ne supportant plus la lumière à force de vivre dans l'obscurité. La nuit, ils vont et viennent à la surface en remontant par les puits, pour enlever des Éloïs dont ils se nourrissent, devenus ainsi leur bétail à leur insu. En explorant l'un des « puits » qui conduisent aux habitations souterraines des Morlocks, il découvre la machinerie et l'industrie qui rend possible le paradis dans lequel vivent les Éloïs à la surface. Il en déduit alors que l'espèce humaine a évolué en deux espèces différentes : les classes fortunées sont devenues les Éloïs oisifs, et les classes laborieuses piétinées sont devenues les Morlocks, brutaux et craignant la lumière.
L'explorateur descend sous terre affronter les Morlocks dans le but de retrouver sa machine disparue. Entre-temps, il se lie avec une Éloïe, Weena.

## Étapes de son élaboration
Ce roman est le premier de H. G. Wells. Une première esquisse est rédigée en 1888, et la dernière version est terminée en 1924. C'est pourquoi La Machine à explorer le temps a la particularité d'avoir connu plusieurs variantes, publiées ou non. Lorsqu'il commence l'écriture de ce récit, Wells n'a que 21 ans. Le premier texte est écrit durant le printemps 1888, alors qu'il est en convalescence chez un ami. Il est publié, sous la forme d'une nouvelle, dans une revue mensuelle de son université, la Normal School of Science de South Kensington. Wells est l'un des cofondateurs et le rédacteur en chef de cette petite revue intitulée Science Schools Journal. La nouvelle a pour titre The Chronic Argonauts. Mais l'argument développé est encore loin de celui de La Machine à explorer le temps.
Le thème du voyage dans le temps lui est probablement venu le 14 janvier 1887, après avoir assisté à l'exposé d'un étudiant, E. A. Hamilton-Gordon, consacré à la quatrième dimension, exposé qui est publié par la suite dans les pages du Science Schools Journal, que dirigeait Wells. The Chronic Argonauts a été publié en avril, mai et juin 1888, mais la revue disparaît, et ce texte reste inachevé. De nos jours, il ne subsiste aucun exemplaire de cette ébauche de roman, Wells ayant acheté tous les exemplaires disponibles pour les détruire afin de faire disparaître toute trace de ses maladresses de jeunesse. Wells aurait écrit deux versions ultérieures de ce récit dont il ne reste aucune trace, seulement des témoignages qui affirment que la seconde version ne ressemblerait en rien à La Machine à explorer le temps, mais que la troisième aurait quelques traits communs. Les deux seuls éléments qui restent dans La Machine à explorer le temps, sont d'une part l'idée du temps comme quatrième dimension ; et d'autre part la machine à explorer le temps, qui s'appelle dans cette première version le Chronic Argo et qui deviendra La Machine à explorer le temps, donnant son titre à la nouvelle version.
Un nouveau texte va s'apparenter plus à la version finale de La Machine à explorer le temps quand au premier trimestre 1894 est publiée dans la revue National Observer un récit intitulé The Time-Traveller’s Story. Dans celle-ci « l’explorateur du temps » (appelé dans ce texte le « Philosophical Inventor ») fait à ses amis un exposé sur le « Temps comme quatrième dimension », puis leur apprend l'existence d'une machine à explorer le temps qu'il a conçue. La semaine suivante, il leur relate ses aventures en l'an 802 701 où il a rencontré des descendants dégénérés des hommes (qui ne portent pas de nom), ainsi qu'une seconde race, les Morlocks. Il finit par rentrer chez lui sain et sauf, et discute de la fin de la planète avec ses amis. Cette variante est la première à présenter de véritables similitudes avec le texte que l'on connaît.
Toutefois, une version remaniée paraît dans The New Review, entre janvier à mai 1895. C'est cette version, légèrement modifiée, qui, la première, paraît sous la forme d'un livre le 29 mai 1895 en Angleterre. Ce texte a été considérablement retravaillé et enrichi. Le titre est The Time Machine : An Invention. Cette version est celle qui a été traduite en 1898 par Henry D. Davray pour la revue française Mercure de France, et qui reste au début du XXIe siècle, la seule disponible en langue française.
Wells a donc écrit une ultime version en 1924, qui sert, elle, de version de référence dans le monde anglo-saxon.

## Éditions critiques
- (en) H. G. Wells, Harry M. Geduld (éd.), The Definitive Time Machine : A Critical Edition of H.G.Wells' Scientific Romance with Introduction and Notes, Indiana University Press, coll. « A Midland Book », 1987, 230 p., présentation en ligne.
- (en) H. G. Wells, Nicholas Ruddick (éd.), The Time Machine: An Invention, Orchard Park (New York), Broadview, 2001, 294 p., présentation en ligne.
- (en) H. G. Wells, Patrick Parrinder et Steven McLean (éd.), introduction de Marina Warner, The Time Machine, Penguin Books, coll. « Penguin Classics », 2005, 144 p.,  (ISBN 978-0-141-43997-6), présentation en ligne.
- (en) H. G. Wells, Leon E. Stover (éd.), The Time Machine : An Invention: A Critical Text of the 1895 London First Edition, with an Introduction and Appendices, McFarland & Company, 2012, 258 p., présentation en ligne, présentation en ligne.

## Adaptations
Au cinéma
- 1960 : La Machine à explorer le temps (The Time Machine), film de George Pal.
- 1978 : La Machine à explorer le temps (en) (The Time Machine), film de Henning Schellerup.
- 2002 : La Machine à explorer le temps (The Time Machine), film de Simon Wells.

En jeu vidéo
Le roman de Wells donne lieu à une adaptation en jeu d'aventure, La Machine à voyager dans le temps. Le personnage principal du jeu est un inventeur nommé Wales, qui, à l'issue de son premier voyage temporel, se trouve coincé en l'an 800 000 apr. J.-C., à une époque où le monde est balayé par des perturbations temporelles, et, privé de sa machine, doit trouver un moyen de revenir à son époque d'origine.
Au théâtre
- 2012 : La Machine à explorer le temps, adaptation et mise en scène de Sydney Bernard[2].

En bandes dessinées
- 1992 : La Machine à explorer le temps, Al Séverin
- 2017 : La Machine à explorer le temps, Dobbs et Mathieu Moreau, Glénat (collection HG Wells)